# 日帝残滓
日帝残滓（にっていざんし、イルチェジャンジェ、일제잔재）とは、日本による朝鮮統治時代に、日本から朝鮮半島に伝わった文化・文物を除去すべき対象とする罵倒用語。韓国や北朝鮮でマスコミや日常会話でも使われる。

## 概要
日本が民族精神を奪うために「風水侵略」を行ったという主張もあり、しばしば排斥すべきだという意見が唱えられる。その対象は言葉や建築物などのほか、印鑑証明といった制度や国旗掲揚に用いる額縁、何かに対する「誤解」という概念まできわめて多岐にわたる。しかし、「グラ」などを筆頭に日本由来のものではないものまでが日本語由来とされている。
またその対象が「日本海」という呼称や「KOREA」というアルファベット表記にも及ぶため、国際問題に発展することもある（「日韓問題」も参照）。哲学、主観、客観、理性、芸術、文学、心理、科学、技術、権利、義務、大統領、首相、長官など朝鮮時代に存在しなかった近代用語は日本語由来であるため、事実上置き換えが困難であり、新用語は普及していない。下記にも認定されているが、運動会などの教育制度や近代言語は深く普及していることから、そのままになっている。

## 韓国

### 戦後の略歴
- 1946年 - 一部の日本風地名[8]。

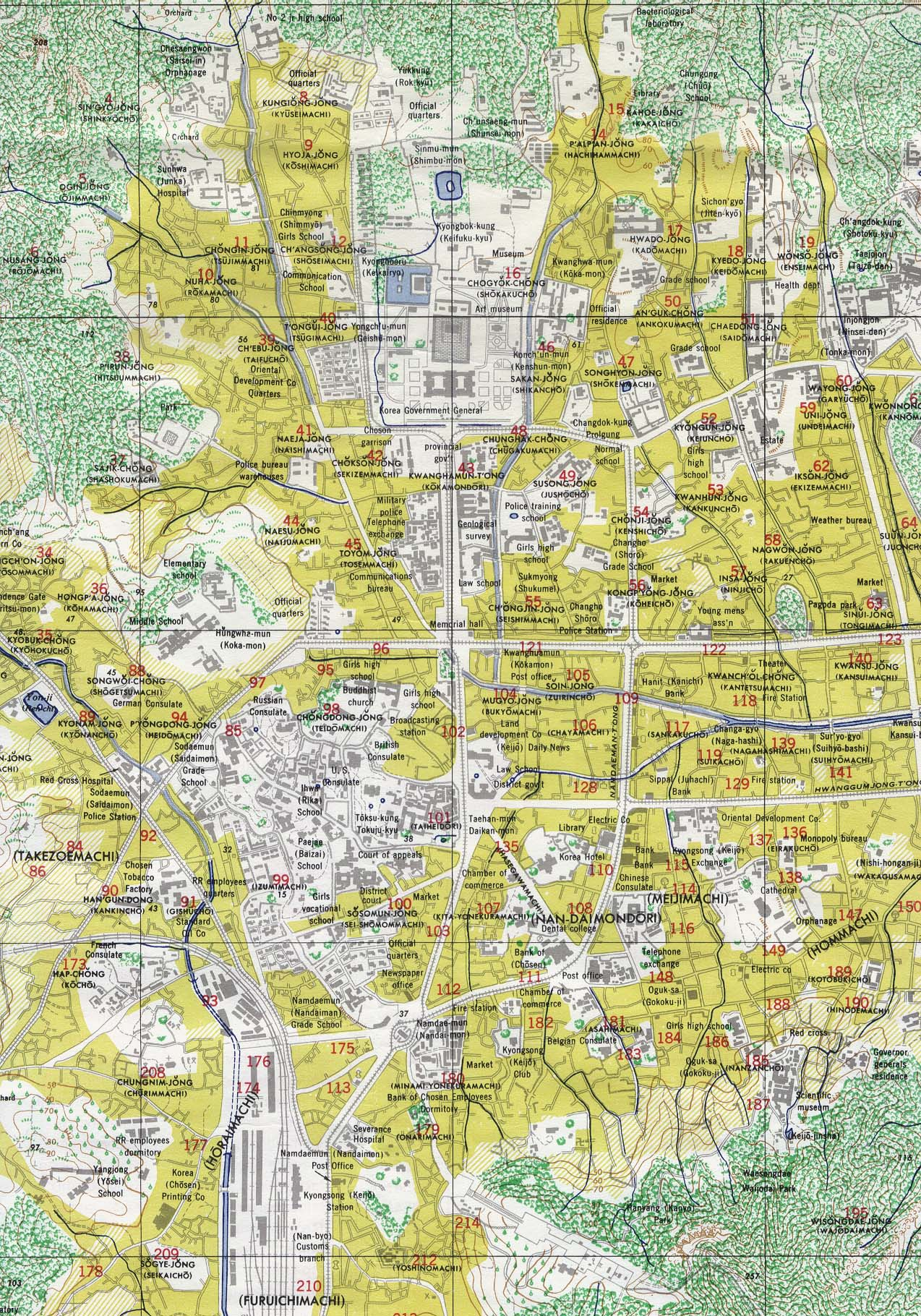
アメリカ軍が作成した1946年のソウル地図
日本風地名を排除する直前の地図で、朝鮮語を主とし、日本語を従として丸括弧内で表記している。多くの地名は日本語を機械的に朝鮮語発音に置き替えているが、明治町（現明洞）や本町（現忠武路）は純然たる日本風地名であるため、丸括弧で括られた日本語地名のみで表記されている。

- 1970年 - 朝鮮ホテル（現ウェスティン朝鮮ホテル）。建て替えによる解体。
- 1995年 - 朝鮮総督府庁舎解体。
  - 初等教育の6年間を国民学校（クンミンハッキョ、こくみんがっこう）から初等学校に改称。
- 2005年
  - 5月 - 文化観光部と光復60周年記念文化事業推進委員会が、公式サイトを通じて韓国文化を毀損した日帝残滓の市民公募を始めた。建築、記念物、造形物などの文化財、言語と遊び文化など日常の中の残滓、そして文化芸術、観光、スポーツ、教育など全般にわたって日帝残滓を捜し出し清算する作業に取り掛かった[9]。
  - 7月 - 法令用語から「改悛の情」、「買占売惜」、「滞払賃金」といった難しい漢字語や日本式用語を一掃するプロジェクトがスタートした[10]。
- 2009年 - 梵魚寺で日本統治時代に設置された標石・欄干を解体[11][12]
- 2015年 - ソウル地方国税庁南大門別館（旧朝鮮逓信事務会館）解体。ソウル市の「光復70周年記念事業計画」による[13]。

また、日本人が民族の精気を抹殺し、朝鮮を永久に植民地とするために打ち込んだとの都市伝説がある「呪いの杭」を取り除く作業が続けられている。

### 教育文化
- 三三七拍子[15]
- 訓話（훈화）、誨告辞（회고사）、朝会（조회）[15]
- 運動会（운동회）[16]
- 額縁型太極旗掲示法 - 掛け軸型太極旗掲示法が正しいとする[17]。
- 修学旅行[18]
- 幼稚園（유치원） - 幼児学校に名称変更する動きがある。

また教育現場には多数の日本式表現が残っているとの指摘がある。

### 言語・単語
- 朝鮮語語彙の60%が漢字語といわれるが、その大部分が日本語に由来しているとされる[20]。2021年全羅南道とソウル市[21]は行政書類で使われる用語を変更した[22]。
  - 家族、注意、請願、交通、博士、倫理、想像、文明、芸術、古典、講義、医学、衛生、封建、作用、典型、抽象、哲学など
  - 変更の例 :空欄→空白、支払→支給、ミシン目→切る線
- 大統領[23]

### 社会・経済
- 貨幣単位ウォン - 日本銀行券であるウォン(圓)の音を取った「ウォン」に変更され今日でも用いられている[24]。
- 印鑑登録 - 1914年に導入。独立後も制度として用いられてきた。2009年、印鑑登録証明書が必要な行政手続きや民間商取引に関して、電子認証や署名で本人確認を行う方式に変更し、5年以内に廃止する方針を決めたが、現在も廃止されていない。
- 地番 - 日本と同様の「地番住所」を1918年に導入。2010年、先進国で使われている、道路名や建物番号などで表記する「道路名住所」に変更すると発表。2011年に導入し、経過措置を経て、2013年末に完全移行。
- 戸籍 - 独立後は「戸主制」として残る。2005年に憲法裁判所が「父系血統主義に立脚した正当な理由なき性差別の制度である」として違憲判決を下したことに伴い、2008年末に廃止された。現在は、個人単位の「家族関係登録簿」となった。
- 軍隊での内部暴力 - 相次ぐ軍内部での暴力問題について、軍当局は「日帝（日本帝国主義）時代の軍隊の残滓である殴打はほぼ根絶され、いじめも減っている」と日本統治時代のせいだと主張している[25]。
- 営倉 - 帝国陸軍の営倉制度が独立後も韓国軍内で継続されていたが、人権侵害の意見が相次ぎ、廃止されることになった。
- 鉄道 - 現在の韓国鉄道公社の路線の多くは、日本統治時代に建設されたため、戦後に建設された地下鉄路線などと異なり、左側通行となっている。
また右側通行にシステムを変更するには数兆ウォンもの費用が掛かることから、現在でも左側通行のままで残っている[26][27]。2018年、植民地時代での記念日であるとし鉄道の日は9月18日から6月28日に変更された[28]。
- 国宝○号 - 崇礼門が日本により韓国の国宝1号と認定されたが文化財に番号を振るのは順位づけと見られかねない、この表現は日帝時代にものであると2022年から国宝〇〇と表現される[29]。
- 勤労 - 「勤労」という言葉は『太祖実録』『世宗実録』などの朝鮮王朝の実録でも使われていた言葉であるが、「労働」に読み替える動きがある[30]。『「勤労」は勤労挺身隊に由来する言葉であり、日帝時代の遺物』『国際労働機関（ILO）や世界の立法例でも「勤労者」という用語は使っておらず、漢字文化圏である中国（中華人民共和国）・台湾（中華民国）・日本の労働法でも使われていない』『「労働」は対等の位置での能動的な行為を指すが、「勤労」は忠実で勤勉という意味が強調されており、受動的で雇い主に従属するという概念がある』を理由としている[31]。

### 建築物
- 新世界百貨店本店旧館‐三越京城店
- ソウル駅旧駅舎‐京城駅（大韓民国指定史跡第284号）
- 韓国銀行本店‐朝鮮銀行本店
- 韓電プラザ‐京城電気本店（大韓民国登録文化財第1号）
- 韓国スタンダードチャータード銀行第一支店‐朝鮮貯蓄銀行本店
- ソウル図書館（旧ソウル特別市庁）‐京城府庁
- ソウル特別市議会‐京城府民館（大韓民国登録文化財第11号）
- 明洞芸術劇場（旧韓国国立劇場）‐明治座
- ウリィ銀行鐘路支店‐朝鮮商業銀行
  - その他にも民家などが韓国南部を中心に残っている。

なお、これら建築物の全てが排斥対象になるというわけではなく、逆に保存の対象となる例もある。全北特別自治道群山市では、「日帝痕跡」を文化空間とする市の方針により、市内に多く残る日本統治時代の建物を観光資産として活用し、多くの観光客を呼び込むことに成功している。

### 文化
- 舞台における花道、面幕文様、中央の回り舞台など[33]
- ムクゲ-アブラムシが多い、花がたくさん落ちて汚らしいムクゲが国花扱いなのは日本のせいなどといった主張[34][35]
- 忘年会、チャンポン - それぞれ、送年会、炒碼麺と呼ぶことを推奨している。[36]

## 北朝鮮
- 朝鮮民主主義人民共和国（北朝鮮）では、女性名で「子」が付くものは「日帝の残滓」とみなされ、「姫」などに替えられた[4]。
- 2015年8月15日、これまで日本標準時、韓国標準時と同一時刻を使っていた標準時間を30分遅らせ、「平壌時間」と命名した。朝鮮中央通信は「日本帝国主義者は標準時間まで奪う許しがたい犯罪行為を働いた」と主張、民族の自主権を守るためだと強調した。一方で韓国は、南北共同事業である開城工業地区や、南北間の定期連絡等で一時的な混乱が発生することが予想され、将来的な南北統一での不必要なコスト増が発生すると懸念を表明している。主張にもかかわらず、2018年5月5日からは、日本標準時、韓国標準時と同一時刻に戻した[37]。
- 水豊ダムは日本が建設したことが伏せられ、 北朝鮮に大きな利益をもたらし続けている。その功績から1948年春に金日成主席により北朝鮮の国章デザインとなり現在も同国の国章にも描かれている[38]。
- 2023年1月、「平壌文化語保護法」で日本語表現の使用を禁止する条文が制定された。[39][40]